# 太賀純
太賀 純（たいが じゅん、1954年 -）は、山梨県出身の元キックボクサー。本名は上村 修
（うえむら おさむ）。元世界ミドル級王者。

## 来歴

### 幼少期
1954年に山梨県の南巨摩郡に林業を営む父親の長男として生まれる。兄弟には姉と妹がいた。本人によれば、家の周辺には何も無く、雑貨屋が一軒あるだけだったという。なお、その雑貨屋の店主が「修」という名前を付けたという。小学生の頃は、ガキ大将で喧嘩ぱやかったというが、勉強はよくできたという。しかし、夜、裸電球の元で本を読んでいたため、視力が悪くなったという。そのため、後にプロのキックボクサーになったときは、相手がよく見えなかったという。小学生の頃は、女の音楽の先生が好きで、それがきっかけで歌を歌うことが好きになったという。また、先生に、小学校・中学校通して歌を習ったという（両校の位置が近かったので、その先生は両校で教えていた）。この頃はソフトボールで活躍していた。プロレスが好きだったが、自宅の近くに格闘技のジムや道場がなかったため、中学に進学すると野球部に入り、中学校3年間は野球漬けの生活を送った。中学時代は、同級生の弁当を勝手に食べるというイタズラもやってのけていた（ただし、女子の弁当には手をつけなかった）。

### 青年期
中学時代に野球で活躍したおかげで、スポーツ推薦で身延町の高校に進学。下宿生活を始めるが、先輩が横暴な態度を取っていたため、理不尽な理由で殴られることがあった。これに対し、太賀は授業中にその先輩をトイレに呼び出して殴り返した。それからは、虐められることはなくなったので、同級生が同じような目に会っていたら、助けたという。しかし、高校2年の終わりぐらいから肘に違和感を持ち始め、肘を痛めていたことに気付く。肘を真っ直ぐ伸ばせなくなり、野球が出来なくなったことで、野球を止めてしまう。それ以後は、荒れた生活を送るようになり、高校3年に進学する直前に退学した。その後、横須賀に住んでいた叔父から、横須賀にキックボクシングのジムがあると言われ、ナップザックを一つ背負って横須賀に行くことを決める。それから1年の月日が経ち、18歳になると、ある日、小学校と中学校の同級生と出会う。彼はキックボクシングを始めると言ったので、自分も負けられないとジムに入会することにした。太賀からしてみれば、キックボクシングをやるために横須賀にやってきたのに、先に同級生が自分より強くなってはかなわないと考えたからだという。結局、その同級生は入門して一日でやめてしまったという。太賀はその後入門した。太賀が入門したジムは、キックボクシングのブームも手伝って、100人近い会員が在籍していた。その中には、日本王者やランカーもおり、スパーリングを通して自身の弱さを思い知ったという。その後は、練習に没頭するようになった。

### プロデビュー
漫画の「愛と誠」の主人公である「大賀誠」のあやかり、「太賀純」というリングネームをつけると、日本キックボクシング連盟でプロデビューする。順調に勝ち星を重ね、ウェルター級の新人王を獲得する。その後、ランキングを上げていくが、ミドル級に転向し、21歳のときに日本王座に挑戦することになった。タイトルマッチ当日には、姉の結婚式に参加する予定が入っており、結婚式が終わると、式場がある甲府から後楽園ホールまで行き、試合を行った。試合は2RKOで太賀が勝利している。その後、この王座を4度防衛した。

### 世界王座獲得と引退
1978年8月20日に、ラスベガスで開催された「ワールドキック世界一決定戦」に参戦。ミドル級王座を争ってサミー・モントゴメリーと対戦し、２RKOで勝利する。その後、興行を最後まで見た後にホテルの戻ると、急激に吐き気を催しトイレに駆け込むと、そこで意識を失ってしまった。そこに、試合中に足を負傷して救急者を呼んだ選手が通りかかり、倒れた太賀を発見した。偶然にも、その選手は負傷した足が痛みだしたので救急車を呼んでいた。彼は、自分の代わりに太賀をその救急者に乗せたため、すぐに病院に送ることが出来た。さらに偶然にも、その車内に脳外科医の医師が乗車していたため、その場で手術を行うことが出来た。こうした幸運のおかげで一命をとりとめ、入院から一週間で退院した。その後、日本に戻ると、引退を決めた。23歳だった。引退式はテレビでも放送された。
引退後は、アルバイトで培ったペンキ塗装の技術をいかし、会社を設立した。そして2000年に横須賀太賀ジムを設立し、新日本キックボクシング協会に所属。これは、世間に人の痛みの分からない人間が増えていることから、それをなんとかする為に設立したという。
2010年6月9日、横須賀市の平作川に転落して意識不明となっていた男性に対し、仲間2人とともに人工呼吸を施して救助したことにより、同年7月8日付で同市中央消防署から感謝状を贈られた。

## 獲得タイトル
- 日本キックボクシング連盟ウェルター級新人王
- 日本キックボクシング連盟ミドル級王座（4度防衛）
- 世界ミドル級王座（0度防衛）